# Suaeda pruinosa
Suaeda pruinosa är en amarantväxtart som beskrevs av Johan Martin Christian Lange. Suaeda pruinosa ingår i släktet saltörter, och familjen amarantväxter. Inga underarter finns listade i Catalogue of Life.